# Tragödie eines Streiks
Tragödie eines Streiks ist ein kurzes, deutsches Stummfilmdrama aus dem Jahre 1911.

## Handlung
Ein Arbeiter führt seine Kollegen zu einem Streik, bei dem plötzlich auch die Stromversorgung eines Krankenhauses gekappt wird. In diesem Hospital wird aber gerade eine Operation am Kind des Streikführers durchgeführt. Nun droht es, durch diese Maßnahme zu sterben. Die Arbeiter kehren in sich und beenden ihren „Aufruhr“.

## Produktionsnotizen
Tragödie eines Streiks entstand im Frühherbst 1911 in dem Messter-Film-Atelier in der Blücherstraße. Der nur 355 Meter kurze Film passierte am 6. Oktober 1911 die Filmzensur und wurde am 28. Oktober 1911 uraufgeführt.
Wie so häufig in frühen Filmen Henny Portens spielte auch hier die Kinderdarstellerin Lotte Müller an ihrer Seite.
Die Produktion kostete 364,50 Mark (2.497 Euro).
Die Plakatentwürfe stammen vom österreichischen Kunstmaler Julius Klinger.

## Kritik
In der Einschätzung dieses Films hieß es fast ein Jahrhundert später: „Die Logik der sozialen Parallelmontage führt konsequent zur Klassenversöhnung der reumütigen Arbeiter: Zwei getrennte Bilderstränge streben aufeinander zu.“